# Erich Kröhan
Erich Kröhan (* 30. November 1924 in Berlin; † 23. August 2014) war ein deutscher Politiker und ehemaliger nordrhein-westfälischer Landtagsabgeordneter der SPD.

## Leben und Beruf
Nach dem Besuch der Volksschule absolvierte er eine Maschinenschlosserlehre und war bis 1961 in diesem Beruf tätig. Von 1961 bis 1975 war Kröhan technischer Angestellter im Bereich Brücken- und Ingenieurbau.
Der SPD trat er 1947 bei. Er war in zahlreichen Gremien der Partei tätig, so war er z. B. von 1965 bis 1969 stellvertretender Vorsitzender des Unterbezirksvorstandes und von 1970 bis 1974 Bezirksvorstandsmitglied. Er war Mitglied der Gewerkschaft Öffentliche Dienste, Transport und Verkehr.

## Abgeordneter
Vom 24. Juli 1966 bis zum 30. Mai 1990 war Kröhan Mitglied des Landtags des Landes Nordrhein-Westfalen. Er wurde jeweils in den Wahlkreisen 071 Mülheim II bzw. 073 Mülheim I direkt gewählt.
Dem Stadtrat der Stadt Mülheim an der Ruhr gehörte er von 1956 bis 1971 an.